# 秦咸阳宫遗址博物馆
秦咸阳宫遗址博物馆，以收藏和展示秦咸阳城遗址为主的专题性历史博物馆，1995年建成开放，位于陕西省西咸新区秦汉新城窑店街道牛羊村北，秦咸阳宫遗址西侧。

## 历史
公元前350年，秦孝公将秦国都城从栎阳迁至咸阳，位于今窑店街道附近，直至公元前207年秦朝灭亡一直为都邑所在。1950年代至1970年代，考古工作者对秦咸阳城遗址进行测绘，发现以窑店地区为中心的秦宫殿建筑遗址、作坊遗址以及其它遗迹230多处，并重点对秦咸阳一、二、三号宫殿遗址进行发掘，出土各类文物5000多件（组）。1988年，秦咸阳城遗址被国务院公布为第三批全国重点文物保护单位。
1988年8月8日，渭城区设立秦咸阳宫遗址文管所，隶属渭城区文物旅游局管理。1995年5月，秦咸阳1、3号建筑遗址区内的45座现代坟墓被迁出，咸阳市筹建秦咸阳宫遗址博物馆。1995年，由国家投资100多万元在秦宫殿遗址地建成的秦咸阳宫遗址博物馆建成并对外开放。2020年5月13日，陕西省西咸新区秦汉新城窑店文物管理中心挂牌成立，通称窑店文物管理中心，隶属于陕西省西咸新区秦汉新城文物局。自2020年度开始，该馆在“全国博物馆年度报告信息系统”中均以“陕西省西咸新区秦汉新城窑店文物管理中心”名义备案。

## 藏品
该馆是一座以收藏和展示秦咸阳城遗址为主的专题性历史博物馆。根据2008年渭城区人民政府网站的介绍，该馆收藏有文物316件，其中二级文物3件，三级文物18件，一般及未定级文物295件。根据《2019年度全国博物馆名录》，该馆共有藏品800件套，其中珍贵文物132件套。

## 馆舍
该馆占地面积3.5万平方米、建筑面积720平方米，主体建筑坐北朝南，外形设计为上小大下的覆斗形。

## 布展
该馆有三个陈列室，陈列面积约350平方米。根据《2019年度全国博物馆名录》，该馆设有2个陈列展览。至2020年和2021年度，该馆仅余1个陈列展览。
| 陈列室     | 介绍 |
| ---------- | --- |
| 第一陈列室 | 用沙盘模型展示秦代关中地区的离宫别馆、城市园囿分布                                                             |
| 第二陈列室 | 秦咸阳城遗址的考古发掘成果，展有秦咸阳宫一号宫殿建筑遗址模型及龙凤纹空心砖、排水管道、植物纹瓦当、秦半两等文物 |
| 第三陈列室 | 用沙盘展示对秦咸阳宫遗址的保护和开发建设规划                                                                   |

2022年10月1日至31日，该馆举办“小展览·大视角——帝都内外”短期特展。

## 参观
该馆门票曾为每人10元，后改为免费开放。

## 备注
1. ↑  一说文管所名为“秦宫殿遗址文物管理所”[4]，一说文管所成立于1992年[1]
2. ↑  秦咸阳宫遗址出土很多文物，如空心砖、瓦当、印字陶器、建筑构件和壁画等，均被收藏在咸阳博物院[7]；另有一些则被收藏在咸阳市文物保护中心，如第三号宫殿遗址出土的壁画等[8]